# フアイチヴォ
フアイチヴォ(スペイン語発音: [waʝ ˈ tʃiβo])はマヤの伝説の獣である。半人半獣で燃えるような赤い眼を持っており、ユカタン半島特有の生物である。超自然の動物に変身できる邪悪な魔術師で、たいてい山羊、犬、鹿に化け家畜を捕食するとも言われる。近年、チュパカブラと紐づけられた。フアイチヴォはメキシコの南東部のユカタン州、カンペチェ州、キンタナ・ロー州に固有である。存在の疑わしいフアイチヴォの活動は、地元の報道機関によって散発的に報告されている。ユカタン州のバジャドリドの近くの住人は、フアイチヴォは邪悪な魔術師で、ヤギに変身し悪戯したり家畜を食べてしまうと信じている。
フアイチヴォは、メソアメリカナワルのマイナーチェンジである。

## 語源学
フアイチヴォ(Huai Chivo)と言う名前は、スペイン語とユカテコ語の用語が混じったものである。Huay又はUayはユカテコ語の"Waay"から来ていて、意味は魔術師、精霊や動物の眷属、一方でChivoはスペイン語で山羊を意味する。直訳すると魔術師山羊（フアイチヴォの別名チヴォブロコ Chivo Brujoはスペイン語の句のみだが同様の意味）になる。

## 関連文献
- Mendoza, Adriana Leona Rosales. "“Toda la creencia está allá”. Linderos interculturales, espacios y derechos en migrantes agrícolas temporales de la península de Yucatán en Quebec." Estudios de Cultura Maya 48 (2016): 193-222. (スペイン語)
- Xiu-Chacón, G. "El arte curativo de los Mayas y los primeros médicos de la Península de Yucatán, México." Rev Biomed 9 (1998): 38-43. (スペイン語)